# 장부창
장부창(張富昌, ? ~ 기원전 87년)은 전한 중기의 제후로, 산양군 사람이다.

## 생애
정화 2년(기원전 91년), 무고의 난을 일으켰으나 진압당한 여태자는 호(湖)로 달아나 한 민가에 숨어 살았는데, 발각되어 포위되고 말았고, 탈출할 수 없게 되자 목을 맸다. 병졸 장부창은 문을 걷어차 열었고, 이수가 급히 줄을 끌러 여태자를 거두었으나, 이미 숨진 후였다. 비록 생포하지는 못하였으나, 공로를 인정받아 장부창은 제후(題侯)에 봉해지고 식읍 858호를 받았다.
후원 2년(기원전 87년), 도적에게 피살되었다.

## 출전
- 반고, 《한서》 권17 경무소선원성공신표·권63 무오자전

| 선대 (첫 봉건) | 전한의 제후(題侯) 기원전 91년 ~ 기원전 87년 | 후대 (봉국 폐지) |